# جوزپه تونوچی
جوزپه تونوچی (ایتالیایی: Giuseppe Tonucci; ۹ مارس ۱۹۳۸ – ۱۱ اکتبر ۱۹۸۸) دوچرخه‌سوار اهل ایتالیا بود.